# Remy la bambina senza famiglia
Remy la bambina senza famiglia (家なき子レミ?, Ie naki ko Remi) è un anime prodotto dalla Nippon Animation nel 1996 in 26 episodi e liberamente ispirato, nelle sue linee generali, al romanzo del 1878 Senza famiglia, dello scrittore francese Hector Malot. Trasmesso per la prima volta parzialmente dalla Fuji Television a partire dal 1º settembre 1996 (sono stati messi in onda solamente 23 dei 26 episodi prodotti), fa parte del progetto World Masterpiece Theater (Sekai Meisaku Gekijo) della Nippon Animation. La serie è stata in seguito trasmessa dalla rete televisiva Animax, che l'ha tradotta in inglese per trasmetterla nel sudest asiatico, con il titolo Remi, Nobody's Girl.
In Italia la serie è stata pubblicata inizialmente nel 2003 per il mercato home video dalla Shin Vision con il titolo Remy la bambina senza famiglia. La prima trasmissione televisiva con il titolo Dolce piccola Remi è invece del 2008 su Italia 1, che ha mandato in onda l'anime di mattina alle 7:20, per poi replicarlo interamente, sempre nel mattino ma alle 9:00, durante l'estate del 2011.
In Giappone Dolce piccola Remi non ebbe successo (a differenza dell'Italia) ed il conseguente calo di ascolti decretò la chiusura del progetto World Masterpiece Theater, che riprese solamente nel 2007 con Il cuore di Cosette.

## Trama
Remy è una semplice e allegra bambina ed eccellente cantante, che vive in Francia con la madre e la sorella minore. Grazie alla sua voce viene notata da un artista di strada di nome panc, che la aiuterà sottraendola dalla persona a cui suo padre l'aveva venduta.
Da quel momento Remy farà parte della compagnia di artisti di strada di Vitali, composta anche dai cani Cap, Zerbin e Dolc e dalla scimmietta Belcuore. Inizieranno quindi le sue avventure in giro per la Francia e Vitali addestrerà Remyad eseguire tutte le scenette che devono far parte del repertorio di un'artista di strada e, cosa molto importante, le insegnerà a leggere.
Il gruppo, dopo un lungo viaggio, raggiunge la città di Tolosa, dove agisce un piromane misterioso che effettua furti nottetempo, incendiando poi l'abitazione per non lasciare tracce. Vitali è un forestiero e viene subito ingiustamente accusato dei fatti e imprigionato. La bambina con gli animali rimane quindi sola, ma riesce a trovare ospitalità presso la villa della signora Milligan e di suo figlio Arthur, che per una malattia non riesce a camminare.
Vitali viene finalmente scarcerato e vorrebbe lasciare la piccola Remi presso la signora Milligan, che gli ha chiesto di poterla adottare, ma la bambina non vuole abbandonare il vecchio artista, che ormai considera come un padre, e riprende il cammino con lui per le strade della Francia. La signora Milligan scoprirà troppo tardi che Remi era la bambina che tanti anni prima le era stata rapita.
Intanto qualche tempo dopo il signor Vitali scopre di essere affetto da una grave malattia ma non dice nulla a Remi per paura di spaventarla, e parte per un lungo viaggio attraverso la Francia. Durante il viaggio, in una giornata d'inverno, Bel Cuore viene investita e la piccola scimmietta rimane ferita gravemente. L'unico modo per salvarla è portarla da un dottore esperto e il signor Vitali decide così di affrontare un viaggio attraversando i monti; l'unica via per salvare la vita del piccolo animale. Durante il viaggio non solo la malattia del signor Vitali, si aggrava ma la compagnia viene attaccata da un branco di lupi e Dolce e Zerbino rimangono uccisi.
Il gruppo però riesce comunque a raggiungere la città e a trovare il dottore. La scimmietta è fortunatamente fuori pericolo.
Intanto la malattia al cuore di Vitali diventa incurabile anche per le dure fatiche a cui si era sottoposto. Una notte d'inverno il signor Vitali muore, dopo aver detto alla piccola bambina rimasta sola con gli animali, di andare a Parigi e chiedere di un certo signor Garofoli. La bambina obbedisce, ma solo qualche tempo dopo scoprirà che il signor Garofoli a cui si riferiva Vitali (uomo giusto e onesto) era morto lasciando tutto ciò che aveva al nipote, un uomo senza scrupoli e che costringe i bambini a lavorare e chiedere l'elemosina. Remi quindi entra a far parte della "banda" di piccoli delinquenti del signor Garofoli e inizia a vendere fiori con un'altra piccola componente della banda. La punizione per chi cerca di scappare o per chi non torna con la somma richiesta da Garofoli (che si prende tutto il denaro) è di venir picchiato.
In questo periodo Remi stringe una forte amicizia con un ragazzo orfano: Mattia, un ragazzino che pare serio e scorbutico, in verità con un grande cuore. Il ragazzino inizialmente ruba per vivere, ma la sua vita cambia completamente con l'arrivo di Remi. Tra i due si instaura un bellissimo rapporto di amicizia e di complicità e, qualche tempo dopo, anche di amore.
Intanto la signora Milligan, ormai certa di essere la madre di Remi, inizia a cercare la bambina per tutta la Francia insieme al figlioletto Arthur che vuole partecipare alle ricerche. Ma prima di rincontrare la madre, Remi deve però scappare dal signor Garofoli insieme agli altri bambini, che vedono in Remi e Mattia due figure di riferimento. Il signor Garofoli li rintraccia, ma viene fermato dalla polizia che lo arresta. Intanto la signora Milligan, che viene a conoscenza di quanto accaduto grazie alla giovane cameriera, riesce a rintracciare Remi. La bambina, pur essendo felicissima di aver ritrovato finalmente la mamma, non vuole lasciare i suoi "compagni d'avventura". Decide quindi di portarli con sé nella grande tenuta di famiglia dove trascorreranno una vita serena e felice.
Nel finale Remi e Mattia decidono di stare per sempre assieme.

## Personaggi
Remi Barberin/MilliganUna bambina con gli occhi azzurri e capelli rossi, all'inizio dell'anime ha 10 anni, ma passano parecchi anni durante il viaggio con il signor Vitali e quasi uno con il signor Garofoli. Viene rapita quando era solo una neonata dalla famiglia Milligan e lasciata a Parigi, per poi essere trovata da suo padre adottivo. Viste le infruttuose ricerche dei genitori, la neonata viene adottata dalla moglie del suo trovatore. 10 anni dopo viene venduta dal padre per problemi economici, ma il signor Vitali la salva e la prende nella compagnia. Dopo la morte del signor Vitali si unirà al gruppo di orfani di Garofoli. Alla fine riuscirà a ritrovare la madre.
È una ragazzina dolcissima e solare, che fa di tutto per aiutare gli altri, infondere loro speranza e coinvolgerli con il suo sorriso. Diventa fonte di ammirazione da parte di moltissimi personaggi.
Tiene al signor Vitali come ad un padre tutta la compagnia teatrale compone la sua famiglia dal suo punto di vista. Stringe un forte rapporto con Capi e Bel Cuore, gli unici rimasti della compagnia.
Si innamora di Mattia, con il quale condivide un fortissimo legame, sentimenti ricambiati. Nell'ultimo episodio si dichiarano e decidono di stare per sempre insieme. Doppiata da Mitsuko Horie (originale), Daniela Fava (italiano).
Signor Vitacapo della compagnia teatrale Vita. È il legittimo proprietario di Cap, Bel Cuor, Zerbin e Dolc (anche dell'asinella San, prima di venderla). Salva Remi da uno spietato uomo, cui il padre adottivo della ragazzina l'aveva venduta per lavorare. Da allora nasce un legame fortissimo tra i due, come padre e figlia. Muore per una malattia al cuore, davanti agli occhi di Remi. Lascia a Remi i suoi animali e il suo violino. Doppiato da Fumito Yamano (originale), Riccardo Rovatti (italiano).
MattiaIl "leader" degli orfani che lavorano per Garofoli. inizialmente sembra un ragazzo duro, scorbutico, ruba per Garofoli; uno dei classici da cui tenersi alla larga. Remy però riesce a scovare il suo lato dolce e a tirarlo fuori, trovando in lui un grande amico e un ragazzo dal cuore d'oro. Da piccolo studiava violino con il padre, ma dopo la sua morte non riuscì più a proseguire gli studi, fino all'arrivo di Remi, che gli regalò il violino del signor Vitali. Da allora decise di diventare un grande violinista. Man mano che la serie va avanti il suo legame con Remy diventa sempre più stretto, fino a diventare amore. Alla fine della serie le chiede di stare con lui per sempre, una volta realizzato il suo sogno ed essere divenuto un uomo rispettabile (una chiara proposta di fidanzamento anticipata), proposta che Remi accetta. Doppiato da Shinobu Adachi (originale),  davide garbolino (italiano).
CapiUno dei cani del signor Vitali, poi di Remi. Un cane maschio bianco con delle chiazze marroni sul corpo e il più alto dei tre cani di Vitali. Il suo nome viene da "Capitano" e già descrive il suo carattere. Può essere considerato il leader dei tre cani, prima della morte di Dolce e Zerbino. Responsabile, intelligentissimo e sempre con la testa sulle spalle. Si affeziona molto a Remi, impegnandosi proteggendola da ogni pericolo. Si affeziona molto anche a Mattia. Insieme a Bel Cuore è l'unico rimasto della compagnia del signor Vitali (esclusa Remi).
Bel CuoreUna scimmietta maschio molto giocherellona e dispettosa. È molto dolce d è molto legata a Remi e a Lise. Viene investita da un carro in un episodio, ma poi fortunatamente viene curata da un veterinario. Soffre il freddo, essendo un animale dei paesi più caldi. Fa molte acrobazie e sa fare salti incredibili, oltre ad essere una grande attrice. Ha anche un grande appetito. Insieme a Capi (esclusa Remi) è l'unica a rimanere della compagnia.
ZerbinoUno dei cani di Vitali e probabilmente un cocker spaniel. È nero ed è più alto di Dolce, ma meno di Capi. Un giocherellone dal carattere un po' aristocratico. Viene ucciso da un lupo (lo stesso che poco prima uccide Dolce) nell'episodio "Il sentiero di montagna", mentre cercava di proteggere Remi.
DolceUna dei cani di Vitali e di razza Carlino. È marrone e bianca, la più piccola del gruppo. Come dice il suo nome è dolcissima e adorabile. Viene uccisa da un lupo (lo stesso che di seguito uccide Zerbino), azzannata alla gola, nell'episodio "Il sentiero di montagna", mentre cercava di proteggere Remi.
GarofoliUn uomo spietato e senza scrupoli, dalla cattiva reputazione, anche se si fa passare per un uomo gentile che si prende cura di orfani. In verità li sfrutta per guadagnare soldi facili ed è molto rigido. Non gli interessa la salute dei bambini e nemmeno le loro scuse. Se non tornavano a casa in orario e con tutti i soldi che richiedeva, li picchiava. Viene arrestato nell'ultimo episodio, dopo aver rapito Remi per avere un riscatto dalla madre. Doppiato da Nobuaki Fukuda (originale), Sergio Romanò (italiano).
Signora MilliganLa vera madre di Remi, di una ricca famiglia inglese. Dopo la morte del marito, le viene rapita la figlioletta appena nata e nonostante gli sforzi la ritrova solo 10 anni dopo, fuori dalla stazione di polizia di Tolosa, soccorrendola dopo un'aggressione a parte di un poliziotto che le voleva impedire di vedere Vitali. La accoglie in casa sua e subito si affeziona a lei come una figlia, soffrendo molto quando Remi decide di ripartire con Vitali. Adoro i propri figli ed è anche molto apprensiva. Riesce a scoprire che Remi è sua figlia, dopo aver saputo che hanno lo stesso cameo, però si ricongiugerà con la figlia solo nell'ultimo episodio. Adotta anche tutti gli orfanelli amici di Remi. Doppiata da Eiko Yamada (originale), Patrizia Scianca (italiano).
Arthur MilliganIl fratello di Remi, costretto ad usare la sedia a rotelle.  Inizialmente è molto scontroso nei confronti di Remi (non sapendola sua sorella) e anche ribelle con la madre (anche se le vuole molto bene). Dopo un po' però Remi riesce a risolvere la situazione e lega molto con lui. Ammira molto il padre e cerca di dare il meglio per contribuire al bene della famiglia. Doppiato da Yumi Touma (originale), Monica Bonetto (italiano).

## Osservazioni
La storia è adattata dal romanzo Senza famiglia di Hector Malot, ma contrariamente alle altre serie del World Masterpiece Theater, caratterizzate da un grande rispetto per la trama originale, in Dolce Piccola Remi il romanzo è utilizzato solamente come un canovaccio, al quale i soggettisti hanno liberamente aggiunto episodi (generalmente autoconclusivi) che nulla hanno a che fare con la storia ed eliminato avvenimenti e personaggi che nel romanzo risultano invece molto importanti; basti pensare che nel romanzo originale Remi (Remigio nella traduzione italiana) è un ragazzino, cosa che ha reso più difficile la trasposizione animata della storia, costringendo gli autori a creare nuovi personaggi e a cambiare diverse relazioni sentimentali.
Dal romanzo Senza famiglia è stato tratto nel 1977 l'anime Remi - Le sue avventure prodotto dalla Tokyo Movie Shinsha, senz'altro molto più rispondente alla trama del romanzo originale.

## Doppiaggio
| Personaggio                                                 | Doppiatore originale | Doppiatore italiano |
| ----------------------------------------------------------- | -------------------- | ------------------- |
| Remi (レミ・バルブラン?, Remi Baruburan)                    | Mitsuko Horie        | Daniela Fava        |
| Signor Vitali (ヴィタリス?, Vitarisu)                       | Fumito Yamano        | Riccardo Rovatti    |
| Anne Barberin                                               |                      | Dania Cericola      |
| Jerome Barberin (ジェローム・バルブラン?, Jerōmu Baruburan) | Masahiko Tanaka      | Mario Zucca         |
| Nana Barberin (ナナ・バルブラン?, Nana Baruburan)           | Junko Shimakata      | Serena Clerici      |
| Signora Milligan (ミリガン婦人?, Mirigan fujin)             | Eiko Yamada          | Patrizia Scianca    |
| Arthur Milligan (アーサー?, Āsā)                            | Yumi Touma           | Monica Bonetto      |
| Governante Nelly (ネリー?, Nerī)                            | Megumi Hayashibara   | Federica Valenti    |
| Avvocato Philippe                                           |                      | Lorenzo Scattorin   |
| Lisa (リーズ?, Rīzu)                                        | Mika Nakai           | Donatella Fanfani   |
| Mattia (マチア?, Machia)                                    | Shinobu Adachi       | Patrizia Mottola    |
| Garofoli (ガスパール?, Gasupāru)                            | Nobuaki Fukuda       | Sergio Romanò       |
| Riccardo (リカルド?, Rikarudo)                              | Hiro Yūki            | Cinzia Massironi    |
| Marcel (マルセル?, Maruseru)                                | Kyoko Tsuruno        | Tosawi Piovani      |
| Maria (マリア?, Maria)                                      | Kae Araki            | Serena Clerici      |
| Voce del cartello che introduce gli episodi                 |                      | Daniela Fava        |
| Voce narrante                                               |                      | Donatella Fanfani   |

## Sigle
Sigla d'apertura originaleAi ni Tsuite (愛について?), testo di Masashi Sada, musica di Katsuhisa Hattori, cantata da Masashi Sada
Sigla di chiusura originaleShiawase no Yokan (しあわせの予感?), testo di Fumiko Okada, musica di Katsuhisa Hattori, cantata da Youca
Sigla italianaDolce piccola Remi, testo di Cristina D'Avena, musica di Silvio Amato, cantata da Cristina D'Avena. Questa sigla è stata adottata solo nelle trasmissioni televisive; la prima pubblicazione italiana in DVD mantiene le sigle giapponesi con i crediti localizzati.

## Episodi
Gli episodi 16 (La gattina smarrita), 19 (La famiglia girovaga) e 20 (L'amica del cuore) in Giappone non sono mai stati trasmessi in TV e sono apparsi solamente nell'edizione DVD.
| Nº | Titolo italiano Giapponese 「Kanji」 - Rōmaji                                 | In onda                      | In onda          |
| Nº | Titolo italiano Giapponese 「Kanji」 - Rōmaji                                 | Giapponese                   | Italiano         |
| 1  | La gara di canto 「悲しい誕生日」 - kanashi i tanjōbi                         | 1º settembre 1996            | 28 febbraio 2008 |
| 2  | Il signor Vitali 「さよなら お母さん」 - sayonara o kaasan                    | 8 settembre 1996             | 29 febbraio 2008 |
| 3  | La compagnia teatrale del signor Vitali 「ヴィタリス一座」 - vitarisu ichiza  | 15 settembre 1996            | 3 marzo 2008     |
| 4  | Un regalo favoloso 「素敵な贈り物」 - suteki na okurimono                     | 22 settembre 1996            | 4 marzo 2008     |
| 5  | Il miracolo di Maria 「奇跡のマリア像」 - kiseki no maria zō                  | 27 ottobre 1996              | 5 marzo 2008     |
| 6  | La piccola Sara 「幻のおかあさん」 - maboroshi nookaasan                      | 3 novembre 1996              | 6 marzo 2008     |
| 7  | Il rapimento di Capi 「もうひとつの家族」 - mōhitotsuno kazoku                | 10 novembre 1996             | 7 marzo 2008     |
| 8  | L'incendio 「さよなら私たちの家」 - sayonara watashitachi no ie               | 17 novembre 1996             | 10 marzo 2008    |
| 9  | Incontro col destino 「運命の出会い」 - unmei no deai                         | 24 novembre 1996             | 11 marzo 2008    |
| 10 | L'incidente di Arthur 「ひとりぼっちのアーサー」 - hitoribocchino asa         | 1º dicembre 1996             | 12 marzo 2008    |
| 11 | Un nuovo viaggio 「ペンダントの秘密」 - pendanto no himitsu                   | 8 dicembre 1996              | 13 marzo 2008    |
| 12 | Il sentiero di montagna 「悲しみの雪山」 - kanashimi no yuki yama             | 15 dicembre 1996             | 14 marzo 2008    |
| 13 | Addio sulla neve 「雪の日の別れ」 - yuki no nichi no wakare                   | 12 gennaio 1997              | 17 marzo 2008    |
| 14 | Il viaggio solitario 「新しい旅の始まり」 - atarashi i tabi no hajimari       | 19 gennaio 1997              | 18 marzo 2008    |
| 15 | Nuovi amici 「新しい仲間」 - atarashi i nakama                                | 26 gennaio 1997              | 19 marzo 2008    |
| 16 | La gattina smarrita 「雨の日の子猫（未）」 - ame no nichi no koneko (hitsuji) | - non trasmesso (solo dvd) - | 20 marzo 2008    |
| 17 | Persi nel labirinto 「地下迷路での誓い」 - chika meiro deno chikai            | 2 febbraio 1997              | 21 marzo 2008    |
| 18 | Madre e figlia vicine e lontane 「すれちがう母と子」 - surechigau haha to ko  | 9 febbraio 1997              | 24 marzo 2008    |
| 19 | La famiglia girovaga 「旅の一家（未）」 - tabi no ikka (hitsuji)              | - non trasmesso (solo dvd) - | 25 marzo 2008    |
| 20 | L'amica del cuore 「心の友達（未）」 - kokoro no tomodachi (hitsuji)          | - non trasmesso (solo dvd) - | 26 marzo 2008    |
| 21 | Il violino 「思い出のバイオリン」 - omoide no baiorin                         | 16 febbraio 1997             | 27 marzo 2008    |
| 22 | Paura nella miniera 「地下からの生還」 - chika karano seikan                  | 23 febbraio 1997             | 28 marzo 2008    |
| 23 | Il desiderio 「二人の願い」 - futari no negai                                 | 2 marzo 1997                 | 1º aprile 2008   |
| 24 | Amore diviso in due 「引き裂かれた愛」 - hikisaka reta ai                     | 9 marzo 1997                 | 2 aprile 2008    |
| 25 | La fuga 「脱出!」 - dasshutsu!                                                | 16 marzo 1997                | 3 aprile 2008    |
| 26 | La mamma 「私のお母さん」 - watashi noo kaasan                                | 23 marzo 1997                | 4 aprile 2008    |